# 4-Koma Nano Ace
4-Koma Nano Ace (jap. 4コマなのエース) war ein japanisches Yonkoma- und Shōnen-Manga-Magazin, das von dem Verlag Kadokawa Shoten veröffentlicht wurde. Das Magazin erschien erstmals am 9. März 2011 als Sondernummer der Gekkan Shōnen Ace anfangs bis Ausgabe drei alle zwei Monate, dann monatlich, bis es schließlich am 9. September 2013 eingestellt wurde.
Das Magazin enthielt zum großen Teil Parodien von Serien seines Muttermagazins Gekkan Shōnen Ace.

## Serien (Auswahl)
- Aiura (Chama)[2]
- Baka to Test to Shōkanjū Dya
- Black Rock-chan (Ringo) (April 2011 – März 2012)
- Buratto Buradora 4-koma
- Chotto Kawaii Iron Maiden (Makoto Fukami, Alpha Alf Layla)[2]
- Dalian-chan no Shoka
- Eureka Seven nAnO (2012 – Januar 2013)
- G's Under Ground (Purapa)[2]
- G-Sen Rough Sketch (Sakyū Tottori)[2]
- Lucky Star (Kagami Yoshimizu)[2]
- The Melancholy of Haruhi-chan Suzumiya (Puyo)[2] (2007 - )
- Hitsugi no Chaikakka
- Inari, Yonkoma, Koi Iroha.
- Kore wa Zombie Desu ka? Iie, tte ka Kore Dare!?
- Mahō Senki Lyrical Nanoha Force Dimension
- Mirai Nikki Mosaic Keshi (Motoki Takeuchi)
- Mobile Suit Gundam-san
- Nichijou (Keiichi Arawi)[2]
- R-15 (Nenga Ninomiya)
- Sora no Kyūsoku (Suka)[2]
- Sora no Otoshimono no Pico
- Strike Witches Gekijōban: 501 Butai Hasshin Shimasu-! (Makoto Fujibayashi)[2]
- Upotte!! Nano (Kitsune Tennōji)[2]